# Ilusionismo (álbum de Difuntos Correa)
Ilusionismo es el tercer álbum de estudio de la banda de rock chilena Difuntos Correa, lanzado el año 2009.

## Lista de canciones
1. "Ilusionismo"
2. "Mujer ángel diablo"
3. "Tal vez"
4. "Corre a subirse al bus"
5. "Demasiado tarde"
6. "El Tiempo en las Bastillas" (cover de Fernando Ubiergo)
7. "Te vas"
8. "Nada que yo pueda hacer"
9. "Se me olvidó"
10. "Oveja negra"
11. "Todas tus mentiras"
12. "La ciudad de los espejos"